# Zenon Wachnik
Zenon Wachnik (ur. 6 grudnia 1921 w Zamościu, zm. 19 grudnia 1981 we Wrocławiu) – polski parazytolog.

## Życiorys
W 1952 ukończył studia na Wydziale Weterynaryjnym Wyższej Szkoły Rolniczej we Wrocławiu i uzyskał dyplom lekarza weterynarii, a następnie rozpoczął pracę w Katedrze Epizootiologii WSR we Wrocławiu. W 1959 uzyskał stopień doktora nauk weterynaryjnych, a w 1964 habilitował się. W 1972 został profesorem nadzwyczajnym, a w 1979 profesorem zwyczajnym. W 1974 zorganizował Dolnośląski Zespół ds. Zoonoz, był koordynatorem weterynaryjnych i medycznych laboratoriów diagnostycznych. Należał do inicjatorów nowych kierunków badań i popularyzował ich wyniki w środowisku lekarsko-weterynaryjnym. Od 1976 do śmierci w 1981 był dyrektorem Instytutu Chorób Zakaźnych i Inwazyjnych Wydziału Weterynarii Akademii Rolniczej we Wrocławiu.
Dorobek naukowy Zenona Wachnika liczy ponad 200 prac, z czego większą część stanowią opracowania dotyczące patologii drobiu. Wprowadził system doszkalania drobiarzy przez organizowanie co 3 lata sympozjów drobiarskich oraz doprowadził do uruchomienia na Akademii Rolniczej we Wrocławiu podyplomowego studium technologii chowu, profilaktyki i zwalczania chorób w wielkotowarowym drobiarstwie. Zenon Wachnik był kuratorem ZSP, w latach 1966-1974 pełnił funkcję prorektora Akademii Rolniczej we Wrocławiu, był wiceprzewodniczącym Zespołu Dydaktyczno-Wychowawczego przy Ministerstwie Nauki, Szkolnictwa Wyższego i Techniki oraz członkiem Międzyuczelnianego Ośrodka Metodycznego Akademii Rolniczej we Wrocławiu.
Zmarł w 1981, pochowany na cmentarzu w Czarnocinie, k. Piotrkowa Trybunalskiego.

## Członkostwo
- Komitet Nauk Weterynaryjnych PAN;
- Komitet Nauk Rolniczych Oddziału Wrocławskiego PAN;
- Rada Techniczno-Ekonomiczna Centralnego Zarządu Państwowych Przedsiębiorstw Gospodarki Rolnej;
- Rada Naukowo-Techniczna (przewodniczący Zespołu ds. Profilaktyki Weterynaryjnej) COBRD w Poznaniu;
- Polskie Towarzystwo Nauk Weterynaryjnych;
- Polskie Towarzystwo Mikrobiologów;
- Światowe Stowarzyszenie Wiedzy Drobiarskiej.

## Nagrody
- Honorowa Odznaka ZSP;
- Odznaka XX-lecia ZSP;
- medal „Za Zasługi dla Rozwoju Studenckiego Ruchu Naukowego”.

## Odznaczenia
- Krzyż Kawalerski Orderu Odrodzenia Polski,
- Złoty Krzyż Zasługi,
- Medalem „Za Zasługi dla Akademii Rolniczej we Wrocławiu”,
- Odznaką Tysiąclecia Państwa Polskiego,
- Medalem 30-lecia Polski Ludowej,
- brązowym medalem „Za Zasługi dla Obronności Kraju”,
- odznaką „Za Wzorową Pracę w Służbie Weterynaryjnej”,
- Odznaką Budowniczego Wrocławia,
- Odznaką Honorową „Za zasługi dla Województwa Zielonogórskiego”,
- Złotą Odznaką ZNP,
- Złotą Odznaką Honorową Zrzeszenia Lekarzy i Techników Weterynarii.